# 玛琳·奥蒂

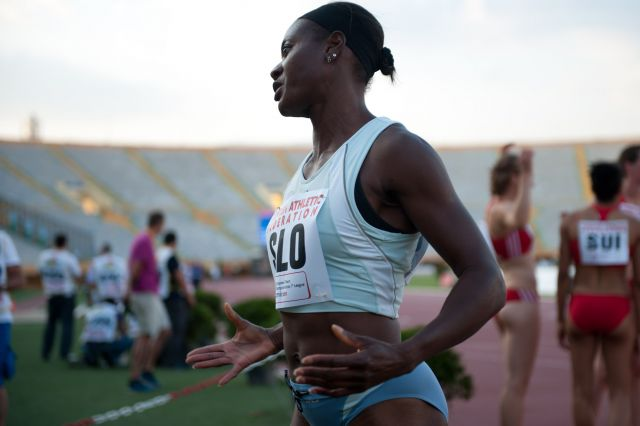
2011年歐洲田徑盃（First League）4×100公尺接力

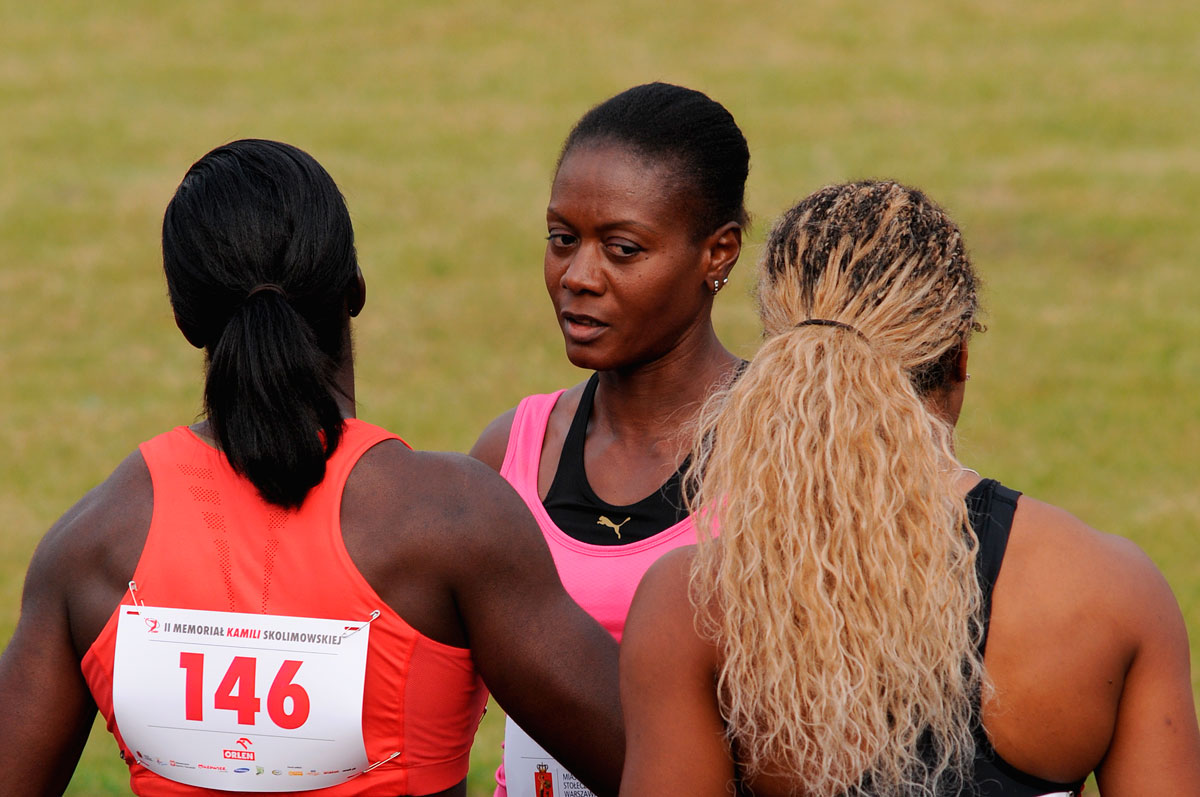
2011年，Kamila Skolimowska Memorial，100公尺決賽

玛琳·乔伊斯·奥蒂（Merlene Joyce Ottey，1960年5月10日—）是牙买加裔斯洛文尼亚女子田径运动员。2002年前，奥蒂代表牙买加一共夺得过14枚世界田径锦标赛短跑奖牌和9枚奥运会奖牌，是世界上夺得奥运会田径和世界田徑錦標賽奖牌最多的女运动员，但是未能夺得奥运会金牌是其终生遗憾。
奥蒂于1979年移居美国，进入内布拉斯加大学学习田径。1980年，她在莫斯科奥运会上夺得了女子200米铜牌，成为首位夺得奥运奖牌的加勒比海英语国家女运动员。在接下来的二十年中，她在各种比赛中屡创佳绩，先后15次成为牙买加最佳女运动员。但是在亚特兰大奥运会上，她以千分之一秒的差距败给盖尔·德弗斯，宣告其冲击奥运金牌的梦想从此破灭。
1999年，奥蒂在瑞士洛桑参加一次比赛后未能通过兴奋剂检测，被禁赛两年。奥蒂声称检测结果是错误的，并不断上诉。2000年，国际田径联合会宣布奥蒂无罪，引发了广泛争议。虽然及时得到解禁，但是奥蒂在当年牙买加奥运选拔赛上仅取得女子100米第四名，只有资格参加4×100米接力比赛。奥蒂希望牙买加奥委会能够让她取得一个参赛名额，但是遭到了许多牙买加运动员的反对，他们甚至在奥运村内组织了一场反对奥蒂的游行。
2002年，奥蒂移居斯洛文尼亚，并代表斯洛文尼亚继续参加田径比赛。

## 外部連結
- 玛琳·奥蒂在World Athletics（英语）
- 玛琳·奥蒂在European Athletic Association（英语）
- 玛琳·奥蒂在Olympics.com（英语）
- 玛琳·奥蒂在Olympedia（英语）
- 玛琳·奥蒂在Commonwealth Games Federation (archived)（英语）
- 玛琳·奥蒂和女子的进步